# Жасинту, Антониу ду Амарал Мартинш
Антониу ду Амарал Мартинш Жасинту известный под псевдонимом Орландо Тавора (порт. António Jacinto do Amaral Martins; 28 сентября 1924, Луанда — 23 июня 1991, Лиссабон) — ангольский политический, государственный и общественный деятель, писатель

 и поэт.

## Биография
Португальского происхождения. Образование получил в Северной Кванзе. Работал на государственной службе. Жасинту — один из основателей прогрессивного журнала «Менсанжен» (1950).
Один из организаторов  Ангольской компартии (позже марксистского Народного движения за освобождение Анголы — Партии труда (МПЛА)) в 1956 году.
В результате активной политической деятельности впервые был арестован ПИДЕ в 1959 году, приговорён к 14 годам заключения и отправлен в концлагерь Таррафал в Кабо-Верде (его называли «лагерем медленной смерти»), где находился с 1960 по 1972 год. Его тюремное заключение привлекло международное внимание. После международной кампании за его освобождение режим в 1972 году перевёл его в Лиссабон, с условием нахождения в Португалии ещё 5 лет. Был условно-досрочно освобождён после 12 лет заключения.
В 1973 году бежал из Португалии, отправился в Браззавиль, где присоединился к партизанам Народного движения за освобождение Анголы. Был членом центрального комитета МПЛА.
После провозглашения независимости Анголы в 1975 году работал в кабинете Агостиньо Нето, сначала в качестве министра по образованию и культуре. Стал соучредителем Союза ангольских писателей, активно участвовал в политической и культурной жизни Анголы.
В 1975—1981 годах — государственный секретарь по культуре Анголы.
В 1990 году из-за возраста ушёл из политики.

## Творчество
Его первая книга антиколониальных стихов была опубликована в 1961 году.
Его поэзии (сборник «Стихи», 1961) свойственны патриотические мотивы. В 1979 году опубликовал повесть «Дедушка Бартоломеу», в 1982 году — сборник «Стихи».

## Избранная библиография
- António Jacinto, Poemas — 1961
- António Jacinto, Outra vez Vovô Bartolomeu — 1979.
- Poemas (1982)
- em kiluanji do Golungo (1984)
- António Jacinto, Survivre dans Tarrafal de Santiago (1985, 2 изд. 1999)
- Prometeu (1987)
- Fabula de sanji (1988).

Умер в Лиссабоне 23 июня 1991 года, похоронен в Луанде.

## Награды
Отмечен несколькими наградами, в том числе африканской литературной премией Нома, премией Лотоса Ассоциации писателей Африки и Азии и Национальной премией по литературе.

## Память
В 1993 году Национальный институт литературы Анголы учредил в его честь «Литературную премию Антониу Жасинту» (Prémio de Literatura António Jacinto).